# Ritratto di giovane in pelliccia
Il Ritratto di giovane in pelliccia è un dipinto a olio su tela (82,3x71,1 cm) di Tiziano, databile al 1515 circa e conservato nella Frick Collection di New York.

## Storia
L'opera è nota da quando era nella raccolta Lane di Dublino, prima di approdare negli Stati Uniti. Non è nota l'identità dell'effigiato, ma si sa che l'opera dovette godere di una certa popolarità, infatti è citata in un dipinto fiorentino (il Martirio di sant'Andrea) di Carlo Dolci, oggi alla Galleria Palatina.
L'attribuzione a Tiziano, avanzata da Berenson, è oggi comunemente accolta. La datazione si basa su considerazioni stilistiche. Si conosce un piccolo primo piano dello stesso personaggio, in posizione leggermente variata, nello Städel di Francoforte (19x15 cm), generalmente ritenuto autografo.

## Descrizione e stile
Su uno sfondo scuro, rischiarato nella parte superiore, un giovane a mezza figura è ritratto di tre quarti verso sinistra. È sontuosamente abbigliato, con un grosso cappello rosso e un manto bordato di pelliccia, che certifica il suo alto status sociale. È visibile la sola mano sinistra, guantata, che stringe l'elsa della spada. Il gioco della luce crea un'atmosfera contemplativa, che esalta la bellezza fisica del personaggio e le componenti psicologiche della sua personalità: intelligenza, nobiltà, risolutezza.
L'opera mostra quella perfetta sintesi tra forma e colore tipica delle opere tizianesche della maturità.